# Мартин Профиров
Мартин Профиров е български музикант – барабанист.

## Биографични данни
Роден е през 1981 в Бургас.

## Музикална кариера
Първата група в която свири на барабани е Tol-In-Gaurhoth, през 1997. По-късно е бил част от Dark Inversion и Korozy. През 2000 става част от Силует, а през 2009 – от Bee In The Bonnet. През 2014 се присъединява към П.И.Ф..
Заедно с Мария Дюлгерова от Силует е работил с група Карцер.